# Plynová tramvaj
Plynová tramvaj, poháněná spalováním svítiplynu z tlakových nádob, byla poprvé zavedena v roce 1893 v Německu a rozšířila se do několika dalších měst a zemí. Elektrická tramvaj ji v brzké době vytlačila.
První výbušný plynový motor si nechal patentovat francouzský Belgičan Étienne Lenoir v roce 1859. Roku 1863 zkonstruoval plynový automobil a roku 1869 plynový člun. Roku 1876 Nicolaus Otto z firmy Deutz zkonstruoval první čtyřtaktní plynový motor.
Patenty umožňující použití plynového pohonu v kolejové dopravě získal německý inženýr Karl Lührig. V roce 1893 začalo jezdit 6 tramvají na stlačený svítiplyn v Drážďanech, zhruba ve stejné době i v Nordhausenu. Plyn byl v každém voze stlačený v 6 nádobách, s přetlakem 6 barů.
Svítiplynové tramvaje jezdily v pravidelném provozu také v Chicagu v USA, v Bermondsey v Anglii, v Dessau v Německu i jinde.
V Paříži byla svítiplynová tramvaj v provozu od léta roku 1896 mezi bránou La Chapelle a Saint-Denis. Vůz byl zkonstruován v Anglii. Tlaková nádoba se svítiplynem, stlačeným na 10 barů, byla umístěna na podvozku vozidla. Tramvaj měla kapacitu 42 cestujících, dosahovala rychlosti 16 km/h a měla akční rádius 25 km.
Ve Slezsku byla 10 km dlouhá trať pro vozy s plynovým pohonem postavena z Hiršberku (Jelení Hora, Hirschberg) přes Teplice (Cieplice Śląskie, Warmbrunn, dnes část Jelení Hory) do Heřmanic (Sobieszów, Hermsdorf). Jezdilo na ní celkem 22 vozidel na svítiplyn.
V roce 1897 se uvažovalo o zavedení plynové tramvaje v Praze, protože vrchní trolejové vedení Křižíkových drah bylo vnímáno jako významné negativum. V roce 1897 se možností plynových tramvají v Praze zabýval časopis Z říše vědy a práce v článku, který zpochybňoval samozřejmost zavedení elektrických tramvají a vychvaloval výhody plynového pohonu.